# Photinia glabra
Photinia glabra (Thunb.) Jacob-Makoy, 1868 è una pianta perenne sempreverde appartenente alla famiglia delle Rosacee.

## Descrizione
La fotinia si sviluppa come arbusto o alberello, e raggiunge i 4-5 metri d'altezza.
Ha foglie a lamina lanceolata dal margine finemente seghettato che sono rossastre sia al momento di germogliare, sia quando invecchiano, mentre in piena vegetazione sono di normale colore verde lucido. 
In primavera sbocciano piccoli fiori bianchi, a cui seguono piccole bacche dal colore rossastro (autunno). 

## Distribuzione e habitat
La pianta è diffusa in Cina, Giappone, Birmania e Thailandia; fu introdotta in Europa a scopi ornamentali.

## Coltivazione
Generalmente si esegue la propagazione di talea in estate in ambiente protetto, utilizzando i getti apicali della vegetazione dello stesso anno; successivamente può essere coltivata con successo sia in vaso che in pieno campo.
Sono presenti numerosi ibridi orticoli.
Come molte rosacee (pesco, mandorlo, ecc.) le foglie (soprattutto i giovani getti) e le bacche possono contenere precursori dell'acido cianidrico, che è un notevole veleno a cui sono particolarmente esposti i bovini; la pianta quindi non può essere usata come foraggio, o impiantata dove può essere brucata dai bovini. Le varie cultivar selezionate per uso di giardinaggio ne contengono quantità molto diverse, da un minimo a valori piuttosto elevati.